# Rhyacophila chenmo
Rhyacophila chenmo är en nattsländeart som beskrevs av Schmid 1970. Rhyacophila chenmo ingår i släktet Rhyacophila och familjen rovnattsländor. Inga underarter finns listade i Catalogue of Life.